# Ischnochiton ptychius
Ischnochiton ptychius är en blötdjursart som beskrevs av Henry Augustus Pilsbry 1894. Ischnochiton ptychius ingår i släktet Ischnochiton och familjen Ischnochitonidae. Inga underarter finns listade i Catalogue of Life.